# Frustuna landskommun
Frustuna landskommun var en tidigare kommun i Södermanlands län.

## Administrativ historik
Den 1 januari 1863, när kommunalförordningarna började tillämpas, inrättades i Frustuna socken i Daga härad i Södermanland denna kommun.
13 augusti 1883 inrättades i kommunen Gnesta municipalsamhälle.
Vid kommunreformen 1952 uppgick denna kommun i Gnesta landskommun som ägde bestånd fram till 1955 då dess område gick upp i Gnesta köping.

## Politik

### Mandatfördelning i Frustuna landskommun 1938-1946
| 10 | 3 | 10 |

| 21 |

| 10 | 9 | 4 |

| 20 |

| 1 | 10 | 8 | 4 |

| 19 | 4 |